# ترامستر
ترامستر (انگلیسی: TerraMaster) شرکت فناوری اطلاعات چینی است، که در سال ۲۰۱۰ تأسیس شد.